# Волбрандсхаузен
Волбрандсхаузен (њем. Wollbrandshausen) општина је у њемачкој савезној држави Доња Саксонија. Једно је од 29 општинских средишта округа Гетинген. Према процјени из 2010. у општини је живјело 627 становника. Посједује регионалну шифру (AGS) 3152028.

## Географски и демографски подаци
Волбрандсхаузен се налази у савезној држави Доња Саксонија у округу Гетинген. Општина се налази на надморској висини од 174 метра. Површина општине износи 6,3 km². У самом мјесту је, према процјени из 2010. године, живјело 627 становника. Просјечна густина становништва износи 100 становника/km².